# Maurizio Arrivabene
Maurizio Arrivabene (Brescia, 7 marzo 1957) è un dirigente d'azienda e dirigente sportivo italiano.

## Carriera
Dopo vent'anni di lavoro nell'ambito della commercializzazione in Italia e all'estero, nel 1997 entra nella filiale europea di Philip Morris a Losanna; si è dedicato al marketing e alle attività promozionali della multinazionale, arrivando a ricoprire il ruolo di vicepresidente della comunicazione globale del marchio Marlboro. Dal 2010 è membro della commissione di Formula 1 in rappresentanza di tutte le aziende sponsorizzate in quest'ultimo. 
Dal 2011 ha ricoperto la carica di presidente del consiglio di amministrazione Consumer Channel Strategy and Event Manager per Philip Morris. Nel medesimo periodo è stato membro della Sport Business Academy nell'ambito della SDA della Bocconi.
Il 24 novembre 2014 è stato nominato direttore della Scuderia Ferrari, dopo essere subentrato a Marco Mattiacci: sotto la gestione Arrivabene, il team di Maranello ottiene in Formula 1 tre secondi posti nel mondiale costruttori (2015, 2017 e 2018), con Kimi Räikkönen e Sebastian Vettel come piloti, e altrettanti nel mondiale piloti (2017 e 2018) con Vettel. Mantiene l'incarico fino al 7 gennaio 2019, quando viene sostituito da Mattia Binotto.
Frattanto nel 2012 era entrato nel consiglio di amministrazione della Juventus, sotto la presidenza di Andrea Agnelli, con il ruolo di consigliere indipendente. Il 30 giugno 2021 gli viene conferita la delega ad amministratore delegato dell'area sportiva del club, mentre nel novembre dello stesso anno assume anche il ruolo di Chief Executive Officer. Mantiene le cariche fino al 18 gennaio 2023, stante la conclusione della presidenza Agnelli, nel frattempo interessata da un processo sportivo, e l'insediamento di un nuovo consiglio di amministrazione. Due giorni dopo, nell'ambito del summenzionato procedimento, la Corte Federale d'Appello della FIGC lo inibisce per 24 mesi; squalifica confermata il successivo 23 aprile, col ricorso di Arrivabene rigettato dal Collegio di Garanzia del CONI.

## Vita privata
È sposato con Stefania Bocchi, portavoce in Ferrari. Ha una figlia, Stefania, nata da una precedente relazione. È stato iscritto al corso di laurea in Architettura presso l'Università IUAV di Venezia, senza conseguire la laurea.